# آرامائیس آلویان
آرامائیس نیکوغوسی آلویان (ارمنی: Արամայիս Նիկողոսի Ալոյան؛ زادهٔ ۳۰ آوریل ۱۹۶۲) یک مهندس و سیاستمدار اهل ارمنستان است که از تاریخ ۱۹۹۹ تا تاریخ ۲۰۰۳ سمت نمایندگی دوره مجلس ملی جمهوری ارمنستان را برعهده داشت.

## زندگی‌نامه
در ۳۰ آوریل ۱۹۶۲ در ایروان به دنیا آمد و از دانشگاه ملی علوم کشاورزی ارمنستان فارغ‌التحصیل گشت. 